# 臺灣文化志
《臺灣文化志》，是日本人類學者、民俗學者伊能嘉矩的代表作。1906年，伊能氏在辭去臺灣總督府職務後返回故鄉，之後獲委託編纂關於臺灣史料與蕃族調查的工作，同時他也埋首寫作《臺灣文化志》一書，直到1925年9月病逝。該書共耗時19年完成，其分三卷十七篇，並於昭和三年（1928年）在伊能氏的故舊與門生的奔走下出版。

## 評價
1949年6月6日，學者楊雲萍在《公論報》副刊——「臺灣風土」專欄上，將該書選入「臺灣研究必讀書十部」中。他並且認為：「可以說：『臺灣研究的都市』的任一曲巷小路，沒有一處沒有伊能嘉矩的『日影』的映照的。」

## 譯本
- 〔繁體中文譯本〕國史館臺灣文獻館編譯，陳偉智審訂，《臺灣文化志（全新審訂版）》，新北市：大家出版，遠足文化事業股份有限公司發行，2017，ISBN 9789869534284。